# Nokia 6110 Navigator
Il Nokia 6110 Navigator è uno smartphone prodotto dalla casa finlandese Nokia, messo in commercio nel giugno del 2007. Non è da confondersi con il Nokia 6110, modello del 1998 fuori produzione.
Il Nokia 6110 Navigator è il secondo modello Nokia ad avere integrato un sistema di navigazione GPS, dopo il Nokia N95; a differenza di quest'ultimo, però, il 6110 viene costruito di fabbrica con le mappe di navigazione già incluse. Nell'agosto del 2007 il 6110 Navigator è il sistema di comunicazione e GPS ufficiale per il reality show Long Way Down, con Ewan McGregor. Il Nokia 6210 Navigator è il diretto successore del 6110.
Nel febbraio del 2008, la Vodafone richiama in fabbrica 3000 unità, per un problema legato all'applicazione GPS.